# Distrito electoral de Center (condado de Rock, Nebraska)
Center (en inglés: Center Precinct) es un distrito electoral ubicado en el condado de Rock en el estado estadounidense de Nebraska. En el Censo de 2010 tenía una población de 45 habitantes y una densidad poblacional de 0,32 personas por km².

## Geografía
Center se encuentra ubicado en las coordenadas 42°35′25″N 99°27′5″O / 42.59028, -99.45139. Según la Oficina del Censo de los Estados Unidos, Center tiene una superficie total de 140.76 km², de la cual 140.62 km² corresponden a tierra firme y (0.1%) 0.14 km² es agua.

## Demografía
Según el censo de 2010, había 45 personas residiendo en Center. La densidad de población era de 0,32 hab./km². De los 45 habitantes, Center estaba compuesto por el 100% blancos.